# Pożar uczuć
Pożar uczuć (ang. A Pyromaniac's Love Story) – amerykańska komedia romantyczna z 1995 roku w reżyserii Joshua Branda.

## Opis fabuły
Sergio (John Leguizamo) odrzuca ofertę swojego szefa - 20 tysięcy dolarów za podpalenie cukierni. Zakład jednak płonie. Milioner, ojciec podpalacza, proponuje Sergiowi 25 tysięcy dolarów, jeśli weźmie on winę na siebie. Do podłożenia ognia przyznaje się też m.in. Garet, który w ten sposób chciał wyznać miłość Stephanie.

## Obsada
- John Leguizamo jako Sergio
- William Baldwin jako Garet
- Sadie Frost jako Hattie
- Erika Eleniak jako Stephanie
- Armin Mueller-Stahl jako Linzer
- Joan Plowright jako pani Linzer
- Mike Starr jako sierżant Zikowski
- Michael Lerner jako Perry